# Birger Steckzén
Birger Steckzén, född 10 oktober 1892 i Piteå stadsförsamling, död 13 december 1966 i  Oscars församling, Stockholm, var en svensk historiker.
Stecksén avlade filosofie licentiatexamen vid Lunds universitet 1918 och promoverades till filosofie doktor där 1920. Han blev andre arkivarie vid Riksarkivet 1921 och krigsarkivarie samma år. Steckzén var det moderna Krigsarkivets skapare. Under hans ledning förändrades Krigsarkivets position från en ringa institution relativt långt ned i den militära hierarkin till en egen myndighet direkt under försvarsdepartementet. Mellan 1921 och 1959 var han krigsarkivarie. Det var då arkivinstitutionens förutvarande ämbetsbyggnad på Gärdet tillkom, invigd 1947, lämnad 2021. På Krigsarkivet återfinns en porträttmedaljong utförd av Karl Hultström (1951), med valspråket: Tu ne cede malis ("vik ej inför prövningen"). Steckzén författade ett flertal historieverk. Han blev ledamot av Kungliga Samfundet för utgivande av handskrifter rörande Skandinaviens historia 1925, av Krigsvetenskapsakademien 1934, svensk korrespondent i  Vitterhetsakademien 1938 samt korresponderande ledamot av Örlogsmannasällskapet 1946. Steckzén utnämndes 1930 till riddare av första klassen av Vasaorden. Han är begravd på Norra begravningsplatsen utanför Stockholm.